# Ловрин, Ана
Ана Ловрин (хорв. Ana Lovrin; род. 2 декабря 1953, Загреб) — хорватский политик, министр юстиции (2006—2008).

## Биография
Ана Ловрин родилась 2 декабря 1953 года в Загребе. Она окончила юридический факультет Загребского университета. С 1993 года Ловрин является членом Хорватского демократического содружества. Карьеру политика она начала в Задаре, где занимала несколько государственных постов при Божидаре Калмете. После того, как Калмета был назначена министром в декабре 2003 года, она сменила его на посту мэра Задара. В том же году она стала членом центрального комитета Хорватского демократического содружества. В феврале 2006 года она также была назначена министром юстиции, сменив Весну Шкаре-Ожболт. Она занимала этот пост по октябрь 2008 года.
В дальнейшем Ловрин была депутатом хорватского парламента на протяжении двух созывов, а в настоящее время является председателем парламентского комитета по правосудию.

## Личная жизнь
Ана Ловрин замужем. Она является матерью четырёх дочерей.